# Tusk
Az 1979-es Tusk a Fleetwood Mac tizenkettedik lemeze. Elkészítése több mint egymillió dollárba került. Amerikában a listák 4. helyére került, és duplaplatina lett, míg az Egyesült Királyságban, ahol az albumlista élére jutott, platinalemez lett. Amerikában két kislemez is bekerült a Top 10-be, a címadó Tusk (8. az Egyesült Államokban, 6. az Egyesült Királyságban) és a Sara (7. az Egyesült Államokban, 37. az Egyesült Királyságban).
Bár az albumból négymillió példány kelt el világszerte, a kiadó a Rumours nagy sikerére és a hatalmas elkészítési költségre hivatkozva bukásnak nevezte a lemezt, és egyedül Buckinghamet hibáztatta. Fleetwood szerint a hibás az RKO rádióadó, amely a teljes albumot sugározta, így sok házi felvétel készülhetett. Lévén az album duplalemez, ára közel 16 dollár volt, így elég drágának számított.
Az együttes hatalmas világkörüli turnéra indult, mely során Németországban Bob Marley-val koncerteztek. A koncertek során rögzítették a Live albumuk anyagát.
A Tusk szerepel az 1001 lemez, amit hallanod kell, mielőtt meghalsz című könyvben.

## Az album dalai
| 1. | Over & Over     | Christine McVie    | 4:36 |
| 2. | The Ledge       | Lindsey Buckingham | 2:02 |
| 3. | Think About Me  | C. McVie           | 2:44 |
| 4. | Save Me a Place | Buckingham         | 2:40 |
| 5. | Sara            | Stevie Nicks       | 6:27 |

| 1. | What Makes You Think You're the One | Buckingham | 3:32 |
| 2. | Storms                              | Nicks      | 5:29 |
| 3. | That's All for Everyone             | Buckingham | 3:04 |
| 4. | Not That Funny                      | Buckingham | 3:13 |
| 5. | Sisters of the Moon                 | Nicks      | 4:40 |

| 1. | Angel                | Nicks      | 4:53 |
| 2. | That's Enough for Me | Buckingham | 1:48 |
| 3. | Brown Eyes           | C. McVie   | 4:30 |
| 4. | Never Make Me Cry    | C. McVie   | 2:14 |
| 5. | I Know I'm Not Wrong | Buckingham | 3:02 |

| 1. | Honey Hi         | C. McVie   | 2:43 |
| 2. | Beautiful Child  | Nicks      | 5:23 |
| 3. | Walk a Thin Line | Buckingham | 3:48 |
| 4. | Tusk             | Buckingham | 3:36 |
| 5. | Never Forget     | C. McVie   | 3:44 |

## Helyezések és eladási minősítések

### Album
| Év   | Ország | Helyezés |
| ---- | ------ | -------- |
| 1979 | USA    | 4        |
| 1979 | UK     | 1        |

### Kislemez
| Év   | Kislemez            | USA | UK | AUS |
| ---- | ------------------- | --- | -- | --- |
| 1979 | Tusk                | 8   | 6  | 3   |
| 1980 | Think About Me      | 20  | -  | -   |
| 1980 | Sisters of the Moon | 86  | -  | -   |
| 1980 | Sara                | 7   | 37 | -   |

### Eladási minősítések
| Ország             | Minősítés    |
| ------------------ | ------------ |
| Kanada             | platina      |
| Németország        | arany        |
| Egyesült Királyság | platina      |
| Egyesült Államok   | duplaplatina |

## Közreműködők
- Stevie Nicks – ének, billentyűk
- Lindsey Buckingham – gitár, zongora, basszusgitár, dob, szájharmonika, ének
- John McVie – basszusgitár
- Christine McVie – billentyű, ének
- Mick Fleetwood – dob, ütőhangszerek

## Fordítás
Ez a szócikk részben vagy egészben a Tusk (album) című angol Wikipédia-szócikk ezen változatának fordításán alapul.  Az eredeti cikk szerkesztőit annak laptörténete sorolja fel. Ez a jelzés csupán a megfogalmazás eredetét és a szerzői jogokat jelzi, nem szolgál a cikkben szereplő információk forrásmegjelöléseként.